# Paulias Matane
Paulias Matane (Nueva Bretaña Oriental, 21 de septiembre de 1931-12 de diciembre de 2021) fue un diplomático y político papuano. Fue Gobernador general de Papúa Nueva Guinea desde el 29 de junio de 2004 hasta el 13 de diciembre de 2010.

## Carrera política
Fue elegido por el Parlamento de Papúa Nueva Guinea el 27 de mayo de 2004, después de seis meses sin poder producirse la elección por problemas legales. Recibió cincuenta votos, mientras que su oponente Pato Kakeraya, obtuvo cuatro menos. Kakeraya declaró la elección anticonstitucional y llevó la  votación al Tribunal Supremo. Fue oficialmente investido en su cargo por la Reina Isabel II el 13 de octubre de 2004.